# Atchison, Kansas
Atchison este un oraș și reședința comitatului Atchison, Kansas, Statele Unite ale Americii, pe malul râului Missouri. La recensământul din 2020, populația orașului era de 10.885. Orașul este numit în onoarea senatorului american David Rice Atchison⁠(d) din Missouri și a fost primul capăt de linie al căilor ferate Atchison, Topeka și Santa Fe. Atchison a fost locul de naștere al aviatoarei Amelia Earhart, iar Festivalul Amelia Earhart are loc aici anual în iulie. La Atchison își are sediul Benedictine College⁠(d).